# Biciliata
Biciliata – taksonomiczne podkrólestwo będące częścią królestwa protistów.

## Incertae sedis
- słonecznice
- chromisty
- Telonemea
- Apusozoa
- krasnorosty
- glaukocystofity